# Rubus pericrispatus
Rubus pericrispatus är en rosväxtart som beskrevs av Josef Holub, Trávn.. Rubus pericrispatus ingår i släktet rubusar, och familjen rosväxter. Inga underarter finns listade i Catalogue of Life.